# یواس‌ان‌اس سی (تی-ای‌کی‌آر-۳۰۲)
یواس‌ان‌اس سی (تی-ای‌کی‌آر-۳۰۲) (به انگلیسی: USNS Seay (T-AKR-302)) یک کشتی است که طول آن ۹۵۱ فوت ۵ اینچ (۲۹۰٫۰ متر) می‌باشد. این کشتی در سال ۱۹۹۸ ساخته شد.